# Snorks
Os Snorkels é um desenho animado produzido pela Hanna-Barbera, nos anos de 1984 a 1989. Criados por Nicolas Broca, artista belga, para uma série de quadrinhos lançada em 1982.
Desenho similar aos Smurfs, eram seres multicoloridos que viviam na Snorklândia, um mundo mágico e sub-aquático.
Foi exibido pela NBC nos Estados Unidos, e também no Brasil, pela Rede Globo no Xou da Xuxa e mais tarde na TV Colosso.
O desenho foi exibido no SBT no final dos anos 80 e 1990 nos programas como Oradukapeta,Mariane,Sessão Desenho e Show Maravilha
Foi reprisado pela RedeTV! no fim dos anos 1990, através do programa Galera na TV, onde ficou até 2001.

## Origem

### Primeiros anos (1977-1981)
Em 1977, Freddy Monnickendam, um empresário belga e cartunista, começou seu envolvimento com os quadrinhos por meio de uma negociação pelos direitos dos Smurfs com o músico holandês Father Abraham. Mais tarde, Monnickendam torna-se associado da SEPP (filial da Dupuis, editora de merchandising dos Smurfs), empresa na qual o mesmo seria promovido a líder.
Nesta época, Monnickendam negociou o contrato entre Peyo, NBC e Hanna-Barbera para a criação de uma nova série animada dos Smurfs.
Durante o começo do planejamento de tal série animada, Peyo desejava que a série animada fosse bem fiel as suas criações, ou seja, assim como os quadrinhos originais. Já Monnickendam, desejava que a série animada fosse bem acessível e bem mais convencional.
Como as negociações pelos direitos da obra causariam discussões na corte entre os dois, essas discussões futuramente terminariam na ideia de Monnickendam tentar competir com o sucesso dos Smurfs, começando sua própria série de desenhos animados, no qual no futuro conquistaria muitos fãs no mundo.

### Conceito, desenvolvimento e primeiro gibi lançado (1981-1984)
Em Junho de 1981, Nicolas Broca, um também artista belga de histórias em quadrinhos, começou a desenvolver os primeiros traços dos personagens, que inicialmente foram feitos para os "Diskies", uma antiga iteração dos personagens que viriam ser os futuros Snorks. Por coincidência, os "Diskies" eram personagens secundários de uma história da série Spirou et Fantasio.
Nesse mesmo ano, Monnickendam passa a ser produtor executivo da série animada dos Smurfs, e começa a trabalhar no desenvolvimento do conceito dos Snorks, juntamente com Nic Broca, tendo assim o primeiro exemplar da série dos Snorks lançado em Janeiro de 1982 pela editora belga SEPP.
Ainda em 1982, Monnickendam adquire os direitos dos Snorks com Nic Broca, e assim iniciam uma parceria com a Hanna-Barbera e com a NBC para a produção de uma nova série animada.

### Estréia como desenho animado (1984)
O desenho dos Snorks estreou inicialmente em 15 de Setembro de 1984, como desenho animado de produção Hanna-Barbera, e terminou em 13 de Maio de 1989, tendo assim quase cinco anos consecutivos no ar.
A série Snorks conquistou e ainda conquista muitos fãs pelo mundo, gerando assim aparições na cultura popular e diversas linhas de produtos.
Contrariamente a fontes populares, o episódio Journey to the Source, da primeira temporada, não foi a primeira animação dos Snorks. Pouco tempo antes já tinha sido feito um episódio demo de três minutos dos Snorks para a NBC, mas este não foi ao ar e não foi visto por ninguém.

## Personagens

### Personagens Principais
- Allstar Seaworthy: snork de pele amarela-clara, líder do grupo.
- Casey Kelp: amiga de Allstar.
- Smallstar Seaworthy: a irmã caçula de Allstar.
- Occy: o polvo de estimação de Allstar.
- Junior Wetworth: um snork de pele alaranjada, de cabelo azul, considerado por muitos,  como o vilão da turma.
- Willie Wetworth: o irmão caçula de Junior.
- Daffney Gillfin: uma snork fêmea, melhor amiga de Casey.
- Dimmy Finster: um snork de pele alaranjada, amigo de Daffney.
- Tooter Shellby: um snork de pele verde, mudo, um dos melhores amigos de Allstar.
- Corky: o patrulheiro de Snorklândia, considerado por muitos como "trabalhador compulsivo".
- Jo-Jo: o snork derivado do famoso personagem Tarzan.

### Personagens Secundários
- Sr. Seaworthy: o pai de Allstar.
- Sra. Seaworthy: a mãe de Allstar.
- Gov. Wetworth: o governador-geral de Snorklândia.
- Sra. Wetworth: a mãe de Junior.
- Dr. Galleo Seaworthy: o tio de Allstar, cientista, ajuda a turma em suas aventuras.
- Dr. Strangesnork: um dos vilões da turma, cientista malvado, irmão de Galleo Seaworthy.
- Finneus: o peixe-gato de estimação do Dr. Strangesnork.
- Tuba: o ex-namorado de Tadah, posteriormente substituído por Tooter (Tooter Loves Tadah).
- Tadah: o principal interesse amoroso de Tooter.
- Lester: que mais tarde se torna namorado de Celia (Snorkerella).
- Celia: um dos principais interesses amorosos de Allstar, e de Junior (Snorkerella).
- Matilda: uma snork fêmea, super-zelosa, se enamora de Junior (primeira temporada).
- Samantha: uma snork fêmea, um dos interesses amorosos de Allstar (Allstar's Double Trouble).
- Princesa Sharif: uma snork fêmea, indiana, e filha do Sultão Shoresheet, rei do Oásis (Taming of the Snork).
- Davy Snorkett: um snork de pele amarela-clara, pioneiro e explorador, referência a Davy Crockett (How the Snork was Won).

## Episódios

### Primeira Temporada (1984)
1. Journey to the Source / Hooked on a Feeling
2. Vandal Scandal / The Ugly Yuckfish
3. The Littlest Mermaid / Which Snork Snitched?
4. Allstar's All-Star Band / A Sign of the Tides
5. Now You Seahorse, Now You Don't / Snorkymania
6. Snork Dance / Snork Marks the Spot
7. Junior's Secret / The Blue Coral Necklace
8. Casey and The Doubleheader / Das Boot
9. Snorkin Surf Party / The Snorkness Monster
10. A Snork on the Wild Side / Allstar's Double Trouble
11. Fine Fettered Friends / Time Out for Sissies
12. Me Jo-Jo, You Daffney / The Old Shell Game
13. The King of Kelp / Whale Tales

### Segunda Temporada (1985 - 1986)
1. Up, Up, and a Wave / Gills Just Wanna Have Fun.
2. Snorkitis is Nothing to Sneeze At / The Whole Toot and Nothing But the Toot
3. Chickens of the Sea / Never Cry Wolf-fish
4. A Hard Day's Snork / Learn to Love Your Snork
5. Allstar's Freshwater Adventure / Dr. Strangesnork
6. It's Just a Matter of Slime / Water Friends For?
7. Junior's Octopuppy / The Shape of Snorks To Come
8. A Snorking We Did Go / Guess What's Coming To Dinner?
9. The Big Scoop / The New Neighbors
10. I Squid You Not / The Backwards Snork

### Terceira Temporada (1987)
1. All's Whale that Ends Whale / Allstar's Last Hour
2. A Willie Scary Shalloween / Sea Shore Sideshow
3. Freeze Save our Town / Snip and Snap
4. Junior's Empire / The Golden Dolphin
5. It's Always Darkest Before the Snork / The Sand Witch
6. Tooter Loves Tadah / The Shady Shadow
7. Daffney's Ransom / Salmon Chanted Evening
8. Casey in Sandland / Reefberry Madness
9. A Farewell of Arms / Mummy Snorkest
10. Jo-Jo in Control / The Day the Ocean Stood Still
11. Chills, Drills and Spills / The Longest Shortcut
12. Willie & Smallstar's Big Adventure / Taming of the Snork
13. A Snork in a Gilded Cage / The Snorkshire Spooking

### Quarta Temporada (1988 - 1989)
1. Daffney's Not so Great Escape / Willie's Best Friend
2. Dr. Strangesnork's Bomb / Day of the Juniors
3. Ooze Got the Snorks / A Starfish is Born
4. The Silly Snorkasaurus / Who's Who?
5. Battle of the Gadgets / Little Lord Occy
6. Junior's Fuelish Kelp Rush / The Boo Lagoon
7. How the Snork was Won / In Junior's Image
8. Robosnork
9. Summer and Snork
10. Allstar's Odyssey
11. In Greed we Trust
12. Jaws Says the Word
13. Prehissnorkic
14. Rhyme and Punishment
15. The Wizard of Ice
16. Big City Snorks
17. Nightmare on Snorkstreet
18. Robin Snork
19. Snorkerella
20. Snork Ahoy
21. The Daring Young Snork on the Flying Trapeze
22. Oh Brother!
23. The Story Circle
24. I'll Be Senior
25. The Day They Fixed Junior Wetworth
26. The First Snork in Space
27. Wish or Wish Out
28. All That Glitters is Not Goldfish
29. My Dinner with Allstar

## Dubladores Brasileiros
- Allstar Seaworthy: Cleonir dos Santos
- Casey: Marisa Leal
- Júnior: Selton Mello
- Tooter: Júlio Cezar
- Daphney: Adalmária Mesquita
- Dimmy: Júlio Chaves
- Willie: Adalmária Mesquita
- Professor Galeano: Orlando Drummond
- Governador: Ionei Silva
- Sr. Seaworthy: Élcio Romar
- Sra. Seaworthy: Marlene Costa
- Sra. Wellington: Sônia Ferreira
- Tia Marina: Ilka Pinheiro
- Locutor e Narrador da Abertura: Ricardo Mariano

Estúdio de Dublagem: Herbert Richers

## Cultura popular
- Os Snorks fazem uma participação especial no episódio "Brian the Bachelor", de Uma Família da Pesada, com Michael Bell interpretando Allstar Seaworthy, enquanto Nancy Cartwright interpretava Casey Kelp.
- Na aclamada série de TV , MAD, dois dos personagens do desenho animado dos Snorks, Allstar e Dimmy, aparecem no segmento de episódios "Super 80's / Captain America's Got Talent", juntamente com outros ícones da cultura pop da década de 1980, capturando J. J. Abrams.
- Os Snorks foram lembrados várias vezes nos episódios de Robot Chicken. Por exemplo, em um dos episódios, "Werewolf vs. Unicorn", um segmento do episódio mostra um Snork golpeando um snorkel de outro Snork, fazendo com que a cabeça do mesmo exploda.

## Emissoras
- Itália
  - Italia 1
  - Nickelodeon
- Japão
  - TV Asahi
- Brasil
  - TV Globo
  - SBT
  - RedeTV!
  - Cartoon Network
  - Boomerang
- Estados Unidos
  - NBC
  - Syndication
  - USA Cartoon Express
  - Cartoon Network
  - Boomerang